# Colonia José Vasconcelos
Colonia José Vasconcelos är en ort i Mexiko.   Den ligger i kommunen Morelia och delstaten Michoacán de Ocampo, i den södra delen av landet, 210 km väster om huvudstaden Mexico City. Colonia José Vasconcelos ligger 1 927 meter över havet och antalet invånare är 559.
Terrängen runt Colonia José Vasconcelos är varierad, och sluttar norrut. Runt Colonia José Vasconcelos är det ganska tätbefolkat, med 70 invånare per kvadratkilometer. Närmaste större samhälle är Morelia, 10,4 km sydväst om Colonia José Vasconcelos. I omgivningarna runt Colonia José Vasconcelos växer huvudsakligen savannskog.